# 페르가노케팔레
페르가노케팔레(Ferganocephale)는 초기 후두류일 수 있는 공룡이다. 키르기즈스탄의 쥐라기 중기 지층에서 발견되었다.
모식종인 페르가노케팔레 아덴티쿨라툼은 아베리아노프, 마틴, 그리고 바키로프가 2005년에 처음 보고하였으며 칼로비아절 지층에서 발견된 이빨이 전부였다. 완모식표본은 ZIN PH 34/42 로 닳지 않은 성체의 이빨이다. 속명은 페르가나 지방 (Fergana Province)의 이름과 그리스어로 "머리"를 뜻하는 케팔레 kephale를 합친 것이다. 종명은 "톱니 모양이 없는 이빨"이라는 의미의 신라틴어(Neolatin)이다.
아베리아노브는 페르가노케팔레를 파키케팔로사우루스과로 분류하였다. 이 분류가 맞다면 가장 오래된 파키케팔로사우루스과의 공룡이 된다. 하지만 로버트 설리반은 2006년에 이 분류에 이의를 제기했다. 이빨에 톱니모양이 없는 것으로 보아 "페르가노케팔레 표본의 특징 중 후두류의 이빨 특징과 맞아떨어지는 것이 거의 없다" 면서 표본이 정확한 분류를 하기에는 "너무 불완전하다"고 결론내렸다. 설리반은 이 분류군을 의문명으로 간주했다. 보관됨 2007-09-27 - 웨이백 머신